# HMS 오션 (R68)
HMS 오션 (R68)은 영국 해군의 콜로서스급 항공모함이다. 콜로서스급은 10척이 건조되었으며, 오션함은 3번함이다.

## 역사

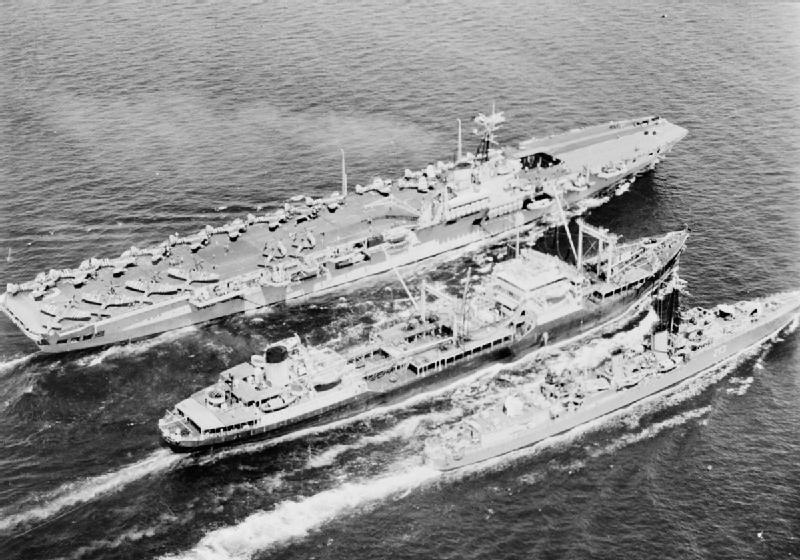
1952년 한국전쟁에서 오션함과 캐나다 구축함에 보급중인 영국 보급함

한국전쟁에 영국 해군 항공모함은 HMS 트라이엄프 (R16), HMS 테세우스 (R64), HMS 글로리 (R62), HMS 오션 (R68) 등 5척이 참전했다.
오션함은 1952년 5월부터 10월까지, 1953년 5월부터 11월까지 2번 한국전쟁에 파병되었다. 1952년 8월 호커 시 퓨어리 전투기가 북한 미그 15 전투기들과 공중전을 벌였다. 미그기 한대를 격추했다.